# 羅基特納河畔亞羅梅日采

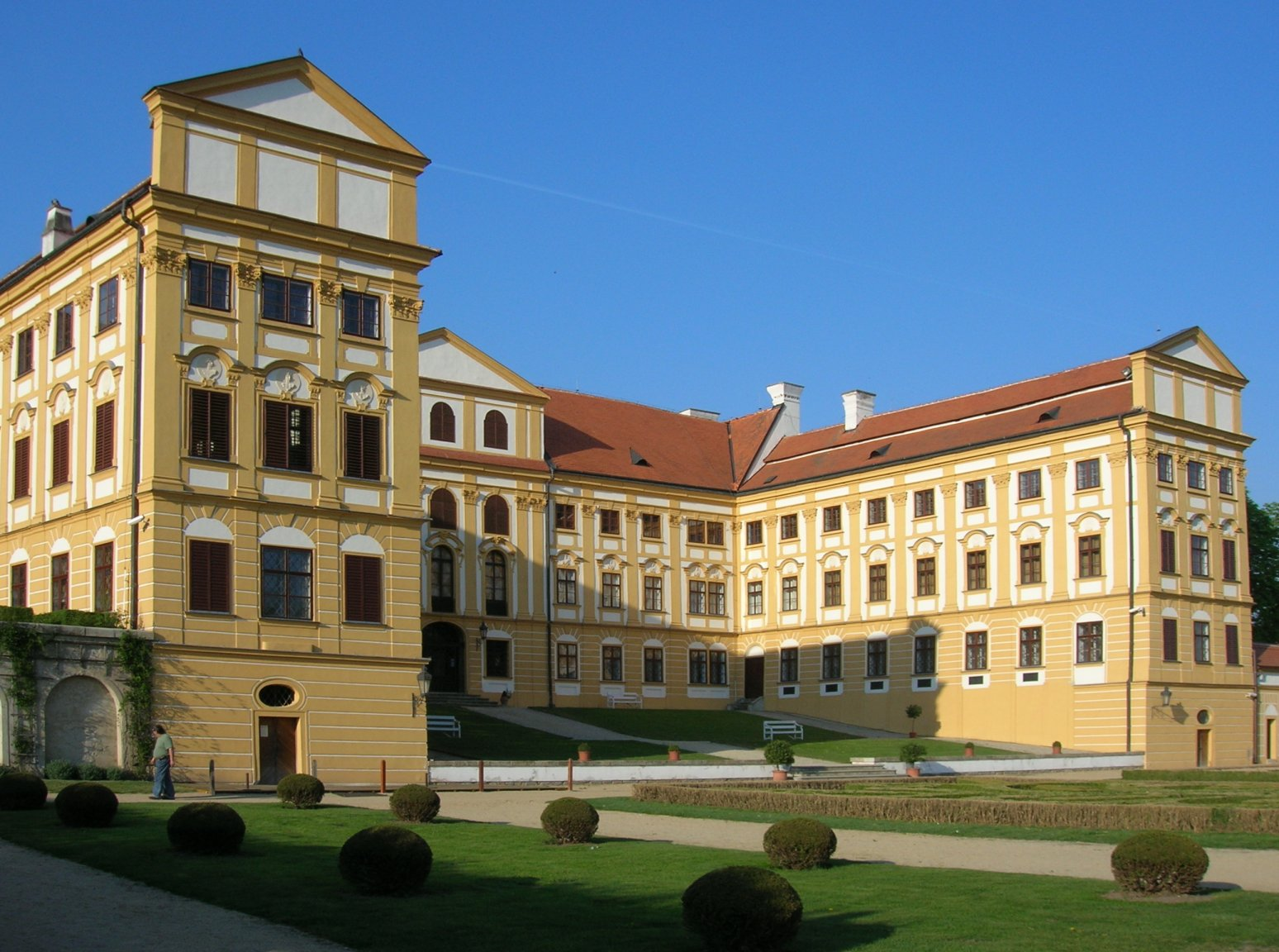

羅基特納河畔亞羅梅日采是捷克的城鎮，位於該國南部，距離特熱比奇14公里，由維索基納州負責管轄，面積51.36平方公里，海拔高度422米，2007年人口4,258。

## 外部連結
- Municipal website （页面存档备份，存于）
- （英文） Jaroměřice Castle （页面存档备份，存于）